# Where Is the Love?
"Where Is the Love?", é o primeiro single de Black Eyed Peas do seu terceiro álbum, Elephunk, lançado em 15 de março de 2003. Foi o primeiro single que contava com o novo membro do grupo, Fergie. A canção também contava com a participação de Justin Timberlake nos vocais (refrão). O single alcançou a #8 posição nos Estados Unidos, tornando-se o primeiro do Black Eyed Peas nos primeiros do Top 10. O single alcançou também #1 posição na Austrália e no Reino Unido. "Where Is the Love?" foi realizada no 46th Grammy Awards, e recebeu duas indicações para "Gravação do Ano" e de "Melhor Rap/Sung Colaboração".
No dia 01/09/2016 foi lançado um clipe de um nova versão da música em homenagem aos 20 anos da banda essa versão contou com a participação de vários artistas

## Fundo e composição
Apesar da canção ser um dos maiores hits mundiais de 2003, ela na verdade quase não foi. Seguindo a falha comercial de seus últimos álbuns e singles, o Black Eyed Peas se tornou depressivo e quase saiu da indústria musical. Apesar de serem muito elogiados pela crítica e fazerem muito sucesso na cena underground, eles falharam em conquistar uma maior popularidade no cenário pop e hip hop. Um dia, Will.i.am foi até o executivo da A&R Ron Fair quando Fair o recrutou para fazer parte de uma trilha sonora.
Após se dar conta de que os Peas estavam na verdade em um grupo associado a sua gravadora, Fair ofereceu a eles a oportunidade de serem transferidos para seu grupo para ajudá-los em sua carreira. Mesmo sabendo que poderia ofendê-los parecendo um grande executivo com ideais de música popular, Fair perguntou a Will.I.Am se a banda poderia considerar fazer uma música mais pop.

## Letra
A canção foi escrita por Will.I.am, Taboo, Apl.de.ap, Justin Timberlake (por razões técnicas, Timberlake não apareceu no videoclipe da canção), Ron Fair, P. Board, G.Pajon Jr, M.Fratantuno, e J.Curtis, e co-produzido por Will.I.am e Ron Fair. Nesse tema pacifista anti-guerras, o Black Eyed Peas lamentam por vários problemas no mundo. Muitos problemas são discutidos, o que inclui mas não se limita ao terrorismo, a hipocrisia do governo dos EUA, racismo, guerras, intolerância e cobiça. Preocupados com esses problemas, os Peas pediram ajuda de Timberlake, que implora (presumidamente à Deus), "Pai, Pai, Pai, nos ajude, nos mande uma ajuda do céu... porque as pessoas me veem perguntando... Onde está o amor?". O single conhecido por ser o primeiro single do Black Eyed Peas com Fergie. Antes disso, os Peas eram um trio, então antes de Fergie tiveram a cantora Kim Hill em dois de seus álbuns. Alguns vêem esta canção como um protesto contra a Invasão do Iraque de 2003 por ter sido lançado logo após a invasão.

## Faixas
| CD single |                        |         |  |
| N.º       | Título                 | Duração |  |
| 1.        | "Where Is the Love?"   | 4:35    |  |
| 2.        | "Sumthin for That Ass" | 3:55    |  |

| CD maxi |                              |         |  |
| N.º     | Título                       | Duração |  |
| 1.      | "Where Is the Love?"         | 4:35    |  |
| 2.      | "Sumthin for That Ass"       | 3:53    |  |
| 3.      | "What's Goin Down"           | 2:43    |  |
| 4.      | "Where Is the Love?" (Vídeo) |         |  |

## Pessoal
- Organizado por Ron Fair
- Desenhado por Dylan Dresdow e Tal Herzberg
- Assistente de Christine Sirois
- Vocais de will.i.am, apl.de.ap, Taboo, Fergie e Justin Timberlake
- Produzido por Ron Fair